# Новоземское
Новоземское — озеро на территории Видлицкого сельского поселения Олонецкого района Республики Карелия.

## Общие сведения
Площадь озера — 1,5 км². Располагается на высоте 36,1 метров над уровнем моря.
Форма озера лопастная, продолговатая: вытянуто с северо-запада на юго-восток. Берега каменисто-песчаные, возвышенные.
Через озеро протекает река Новзема, впадающая в реку Видлицу.
В озере не менее пяти островов различной площади.
Населённые пункты возле озера отсутствуют. Ближайший — деревня Большие Горы — расположен в 1,5 км к востоку от озера.
Код объекта в государственном водном реестре — 01040300211102000014565.